# Parco archeologico di Centocelle
Il parco archeologico di Centocelle è un'area verde di 120 ettari alla periferia est di Roma, nel territorio del V Municipio, a sud dell'omonimo quartiere.
È delimitato a ovest da via di Centocelle, a nord da via Casilina, a est da viale Togliatti, a sud da via Papiria e dal sedime militare del Comando della squadra aerea dell'Aeronautica Militare e del Comando operativo di vertice interforze del Ministero della difesa.
È compreso nella zona urbanistica 7G Centro Direzionale Centocelle e nel quartiere Q. XXIV Don Bosco.

## Storia
Sorge su un pianoro che contiene numerosi resti archeologici, a testimoniare una frequentazione dell'area fin dal VI secolo a.C. Oltre a due depositi, uno repubblicano e uno cultuale, sono state riscoperte negli scavi di fine XX secolo le tre ville di epoca romana della Piscina, delle Terme e ad Duas Lauros (in latino ai Due Allori). Quest'ultima è particolarmente rilevante in quanto compresa in una grande proprietà imperiale, identificata nell'abitazione dei Secondi Flavi, quale residenza dell'imperatrice Elena, e che per le sue dimensioni venne chiamata Centum Cellae, da cui deriva l'attuale toponimo. Dopo la donazione della proprietà alla Chiesa, fu istituita qui la diocesi suburbicaria Subaugusta.

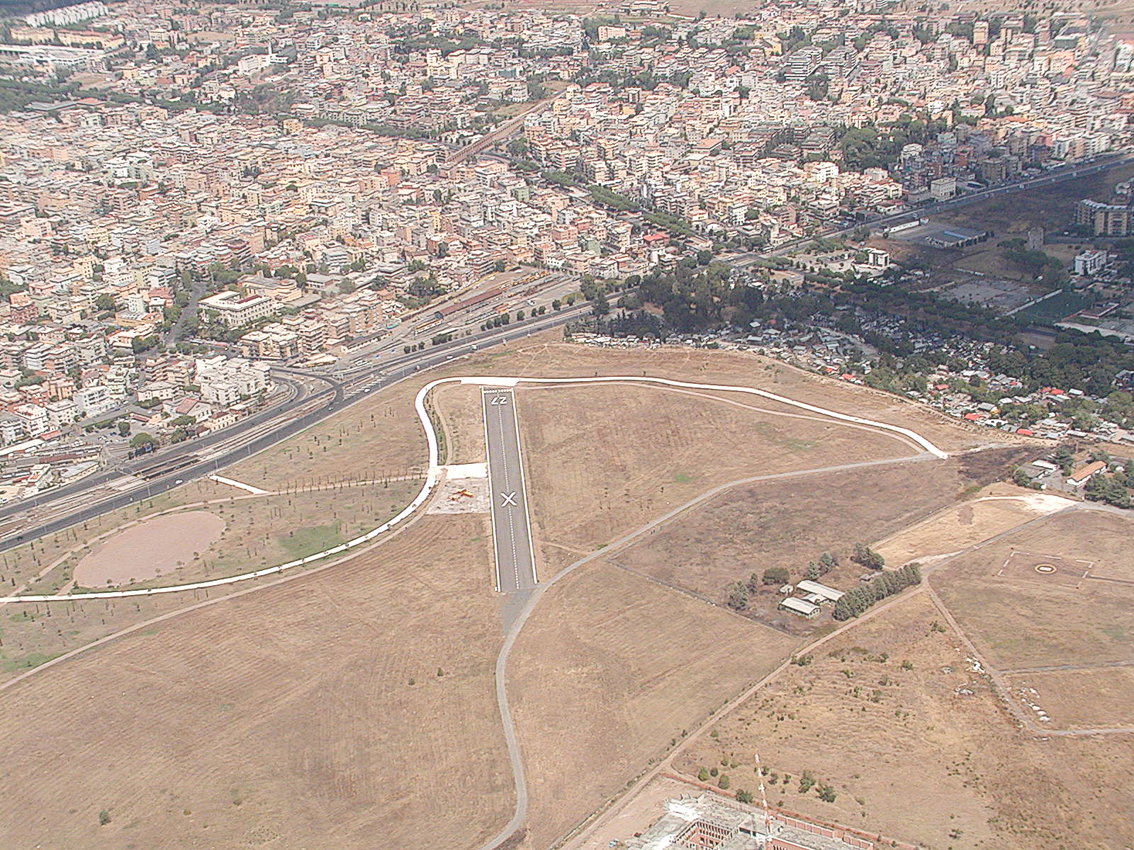
Veduta aerea del parco

Alla fine del XIX secolo fu costruito il Forte Casilina, e all'inizio del XX secolo l'area rimanente fu utilizzata come primo aeroporto italiano, entrato ufficialmente in funzione il 15 aprile 1909 quando Wilbur Wright venne a dare una serie di dimostrazioni del Flyer, e intitolato all'aviatore Francesco Baracca. Una volta cessato l'uso aeronautico, l'area fu oggetto di grandi progetti urbanistici fin dalla redazione del piano regolatore del 1962, che ne prevedeva l'edificazione nell'ambito del Sistema Direzionale Orientale, e per questo venne ceduta dal demanio dello Stato al Comune di Roma.

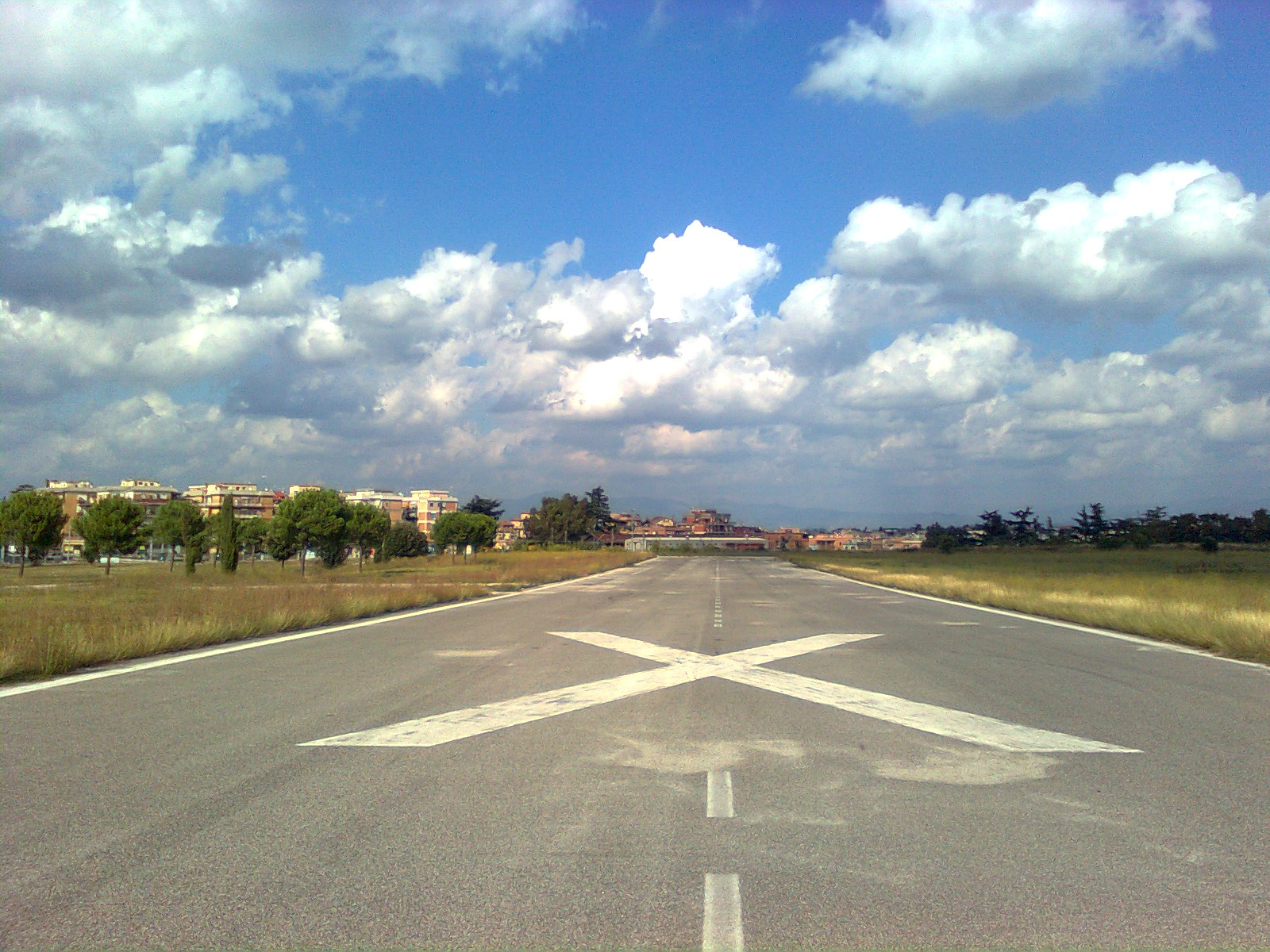
Pista dell'ex aeroporto all'interno del parco

In seguito, la mancata realizzazione dello SDO e l'apposizione sull'intera area del vincolo storico-archeologico da parte del Ministero per i beni culturali, hanno indotto il Comune a trasformare l'area in parco archeologico, anche al fine di sopperire alla carenza di aree verdi per i popolosi quartieri contermini. Tuttavia, l'apertura al pubblico si è rivelata problematica per la presenza di una serie di occupazioni abusive, da parte di autodemolitori (in parte ancora esistenti), impianti sportivi e dei due grandi campi nomadi di Casilino 700 e 900. Aperto infine al pubblico nel 2006, e chiuso per motivi di sicurezza dal settembre 2008 al gennaio 2010, è attualmente visitabile per un'estensione di circa 33 ettari. All'interno del parco è ancora visibile una pista dell'ex aeroporto.
Nel sottosuolo del parco corre una galleria artificiale di circa un chilometro, in abbandono, che faceva parte di una sorta di ferrovia metropolitana iniziata durante il fascismo; il progetto rimase incompiuto con lo scoppio della seconda guerra mondiale.

## Collegamenti
|  | È raggiungibile dalla stazione Centocelle. |